# Parc forestier de la Tweed Valley
Le parc forestier de Tweed Valley est un parc forestier situé dans la région frontalière des Borders en Écosse. Il se compose d'un réseau de huit forêts gérées par Forestry and Land Scotland (FLS) réparties le long de la vallée de la rivière Tweed. Les forêts sont gérées en mettant l'accent sur les installations récréatives pour les visiteurs.
Le parc forestier a été créé en 2002 et couvre 64 kilomètres carrés.

## Sites
A chaque endroit se trouvent un parking et des sentiers balisés pour les visiteurs. Certains sites disposent de plus d'équipements, comme des toilettes et des pistes de VTT. Les huit forêts sont :
- Caberston
- Cademuir
- Cardrona
- Glenkinnon
- Glentress
- Innerleithen
- Thorniele
- Yaïr